# Lashkargâh
Pour les articles homonymes, voir Lashkar Gah (homonymie).

Districts de la province d'Helmand, Lashkargâh en rose foncé

Lashkargâh ou Lashkar Gah est un district situé dans la partie orientale de la province d'Helmand, en Afghanistan. Sa population est constituée à 60 % de Pachtounes et à 20 % de Baloutches avec des nombres plus faibles d'Ouzbeks, d'Hindous et d'Hazaras. La population était estimée à 85 000 habitants en 2005. La capitale province Lashkar Gah est située dans le district. Tous les villages et la capitale sont situés le long de la rivière Helmand. Le reste du district est désertique.

## Crédit d'auteurs
- (en) Cet article est partiellement ou en totalité issu de l’article de Wikipédia en anglais intitulé « Lashkargah District » (voir la liste des auteurs).